# Supply Reef
Supply Reef är ett djuphavsberg i Nordmarianerna (USA).   Det ligger cirka 10 km nordväst om ögruppen Maug Islands och kommunen Northern Islands Municipality, i den norra delen av Nordmarianerna, 600 km norr om huvudstaden Saipan. 